# Технологія навчання
Технологія навчання (Study Tech) — це методика навчання, розроблена Л. Роном Габбардом, засновником Церкви саєнтології, яка описує три «перешкоди в навчанні». Технологія навчання використовується саєнтологами як частина їх навчання, а також популяризується за межами церкви організацією, відомою як Прикладна освіта (Applied Scholastics), яка представляє Технологію навчання як універсальний метод для покращення розуміння матеріалу будь-яким студентом, який вивчає будь-яку тему. Прикладна освіта ліцензує Технологію навчання низці шкіл по всьому світу. Натомість ці школи сплачують Прикладній освіті 4% свого валового доходу. В Україні за ліцензованою програмою прикладної освіти викладає київська школа англійської мови English Prime.
Хаббард писав у листі про політику саєнтології в 1972 році, що «Study Tech є нашим головним мостом до суспільства». Більшість книжок Study Tech містять двосторінкову біографію Хаббарда, в якій не згадується його роль у створенні саєнтології. Релігієзнавець Джон Гордон Мелтон сказав, що Хаббард написав матеріали Study Tech, щоб допомогти людям, які приєдналися до саєнтології з низьким рівнем грамотності, і що матеріали використовуються в Церкві саєнтології «не для прозаїтизму для релігії, а для того, щоб навчити людей, як читати.»
Першою перешкодою є відсутність маси, що стосується відсутності фізичного об’єкта або зображення, що слугує бар'єром для повного розуміння предмету або поняття.  «Маса» описується як міра реальності, яку приписують предмету або поняттю, щоб студенти мали у своїй свідомості картину того, що вони вивчають. Друга перешкода — це різкий «градієнт» в навчанні, що означає, що необхідний попередній крок було пропущено для оволодіння навичкою. Наголошується на тому, щоб учнів навчали за «градієнтом», щоб ключові елементарні поняття предмета стояли перед більш складними поняттями.Третя перешкода – «незрозуміле слово», яке блокує розуміння тексту вцілому і має бути прояснене в словнику. Учням доносять ідею, що «неправильно зрозумілі слова» є основною причиною плутанини та непорозумінь. Їх вчать активно користуватися словниками.

## Суть технології навчання
Відповідно до Study Tech, є три бар'єри, які заважають студентам навчатися: «відсутність маси», занадто різкий градієнт і неправильно зрозуміле слово. Відповідно до Хаббарда, кожен бар'єр викликає фізіологічну реакцію в учня, таку як позіхання, відчуття нудьги чи розчарування. Відповідно до переконань Л. Рона Хаббарда, метод заперечує існування психіатричних станів або будь-яких біологічних труднощів у навчанні.
Харлі, Гейл М. та Кіффер, Джон у 2009 році заявили, що вони знали те, що матеріали Study Tech стверджують, що «відсутність маси» — це ідея про те, що абстракції повинні бути проілюстровані фізично, перш ніж їх можна буде повністю зрозуміти. Наприклад вивчення різних потягів прискориться, якщо студент може побачити потяг або його зображення. Кабінети саєнтології оснащені глиною для ліплення та «демонстраційними наборами», невеликими колекціями повсякденних предметів, таких як пробки, ковпачки, насадки для ручок та скріпки. Глина для ліплення або вміст такого набору використовується для створення фізичної моделі того, що вивчається, таким чином надаючи учневі «масу». Однією з вимог курсу для людей, які навчаються бути тренерами саєнтології, є змоделювати в глині передумови кожного параграфа в книзі Хаббарда «Діанетика».
Саєнтологічні класи забезпечені різними видами словників, і студентам пропонують «знайти своє неправильно зрозуміле [слово]». [6] Позіхання сприймається як фізична ознака того, що студент неправильно зрозумів слово чи концепцію.
Study Tech наголошує на принципі «розчищення слів», діяльності, під час якої читачів просять шукати значення слів, які вони не розуміють, і, у свою чергу, шукати незнайомі слова у визначенні слова. Далі читач отримує вказівку самостійно скласти речення, у яких використовується це слово. Це поширений метод вивчення лексики.